# Aerobe Tauchgrenze

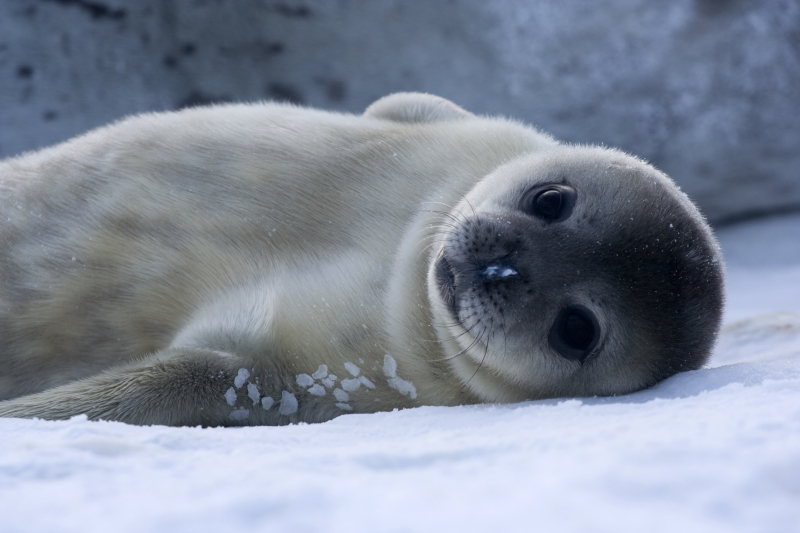
Junge Weddellrobbe

Die aerobe Tauchgrenze (ATG; englisch aerobic dive limit; ADL) ist ein Konzept aus der Tierphysiologie und der Meeresbiologie. Die aerobe Tauchgrenze entspricht der maximalen Dauer eines kontinuierlichen Tauchgangs, nach dem sich im tauchenden Organismus kein Anstieg der Milchsäurekonzentration messen lässt.

## Hintergrund
Die Tauchfähigkeiten der verschiedenen Robbenarten sind seit Jahrhunderten bekannt. Zum Ende des ersten Drittels des 20. Jahrhunderts begann die systematische Erforschung dieser Fähigkeiten.
Das größte Hindernis für Säugetiere lange Tauchgänge durchzuführen, besteht in ihrer Unfähigkeit, Sauerstoff aus einem flüssigen Medium zu extrahieren. Anders als beispielsweise Fische müssen Säugetiere während des Tauchvorgangs ihre äußere Atmung aussetzen. Dies führt mit zunehmender Dauer und körperlicher Aktivität zu einem Sauerstoffmangel im tauchenden Organismus. Eine Hypoxie trifft besonders empfindlich die aktiven Zellen von Organen wie Gehirn und Herzmuskel. Bei anhaltenden hypoxischen Zuständen stellen sie ihren Dienst ein, was zu dauerhaften Schädigungen oder dem Tod führen kann. Ein zuverlässiger Marker für akute Hypoxie in einem Gewebe ist eine steigende bzw. erhöhte Konzentration an Milchsäure. Diese entsteht bei der Umstellung des zellulären Stoffwechsels von aerober auf anaerobe Energiebereitstellung aus Pyruvat durch Lactatdehydrogenaseaktivität. Kann das Laktat im Gewebe nicht abtransportiert und abgebaut werden, wird es zur Ursache zusätzlicher schädlicher Wirkungen unter Hypoxie.
Die frühesten Versuche zum Tauchverhalten und den Tauchfähigkeiten von Robben wurden in den 1930er Jahren von L. Irving und P. F. Scholander durchgeführt und basierten auf dem erzwungenen Abtauchen der Robben unter künstlichen Bedingungen. Sie ließen außer Acht, dass die Tauchaktivität ein aktiv von der Robbe gesteuerter und kontrollierter Vorgang ist. G. L. Kooyman und W. B. Campbell entwickelten das ice-hole Paradigma, mit dem erstmals die Tauchaktivität von Weddellrobben unter so natürlichen Umständen wie möglich untersucht werden konnte. Hierbei wurden erstmals Blutproben der beobachteten Tiere vor und nach dem Tauchvorgang genommen und verglichen. Besonderes Augenmerk wurde, aus bereits erwähnten Gründen, auf die Milchsäurekonzentration vor und nach dem Tauchen gelegt. Dabei zeigte sich, dass die meisten Tauchvorgänge der Robben in ihrer aeroben Tauchgrenze liegen. Durch aktive Regulation der Tauchdauer scheinen Robben also akute Hypoxie vermeiden zu können. Periodisch und von manchen Tieren wird diese Tauchdauer jedoch deutlich überschritten, ohne bleibende Schäden davon zu tragen. Dies deutet auf zusätzliche, molekulare Mechanismen der Robben hin, die den negativen Effekten erhöhter Milchsäurekonzentrationen entgegenwirken. Gleichwohl ist die Erholungsphase nach Tauchgängen über die ATG hinaus deutlich verlängert.

## Unterscheidung zwischen ADL und cADL
In ihrer ursprünglichen Definition ist die aerobe Tauchgrenze eine Kennzahl, die durch häufige, zeitintensive Messung des Milchsäurespiegels im Blut der Versuchstiere unter realistischen Bedingungen erhoben werden muss. Dies ist in der Praxis schwer durchzuführen und wurde bislang nur für die Weddellrobbe und den Kaiserpinguin bestimmt. Alternativ wird daher meist eine berechnete aerobe Tauchgrenze verwendet (engl. calculated aerobic dive limit, cADL).
Die cADL wird errechnet, indem die im Organismus vorhandenen Sauerstoffspeicher durch die erwartete Rate an Sauerstoffverbrauch geteilt werden. Die cADL gibt also die Tauchdauer an, bis zu der die gesamten Sauerstoffspeicher des Organismus aufgebraucht sind. Die Verwendung von ADL im Namen dieser Kennzahl ist irreführend, da hier Bezug genommen wird auf die Definition der ADL als maximale Tauchdauer, nach der keine erhöhte Milchsäurenkonzentration zu beobachten ist. Bei Erreichen der ADL ist jedoch noch eine größere Menge Sauerstoff im tauchenden Tier vorhanden. Das Erreichen der cADL während eines Tauchgangs dauert meist 2–3 mal so lange wie das Erreichen der ADL.
Patrick J. Butler schlägt daher vor, für die ADL den konkreteren Begriff der Lactat-Tauchgrenze  (engl. diving lactate threshold, DLT) zu verwenden.